# Eleccions legislatives del Kirguizstan de 2020
Les eleccions parlamentàries es van celebrar al Kirguizstan el 4 d'octubre de 2020. Els resultats foren anul·lats posteriorment per la Comissió Electoral Central.

## Sistema electoral
Els 120 escons del Consell Suprem es trien per representació proporcional en una sola circumscripció nacional. Per a guanyar escons, els partits han de passar un llindar electoral nacional del 7% dels vots emesos i rebre almenys el 0,7% dels vots en cadascuna de les set regions. Cap partit pot ocupar més de 65 escons. Les llistes dels partits han de tenir almenys el 30% dels candidats de cada gènere, i cada quart candidat ha de ser d'un gènere diferent. També cal que cada llista tingui almenys un 15% dels candidats de les minories ètniques i un 15% de menors de 35 anys, així com almenys dos candidats amb discapacitats.

## Conducta
Diversos comandaments, activistes i diputats van demanar al govern que posposés les eleccions a causa de la pandèmia de COVID-19 abans del període de campanya al setembre.
Durant les eleccions, diversos partits van ser acusats de comprar vots. Diversos periodistes també van informar que havien estat assetjats o atacats.

## Protestes
El mateix dia de les eleccions, milers de persones han sortit al carrer a protestar contra la suposada falsificació dels resultats electorals i han exigit la anul·lació dels resultats.